# Motul de San José
Motul de San José è un antico sito archeologico della civiltà Maya situato a nord del lago Petén Itzá nel bacino di Petén, in Guatemala. Fu un centro politico ed economico importante durante il periodo tardo classico nella storia mesoamericana.
Il sito venne inizialmente popolato tra il 600 e il 300 a.C., nel periodo Medio Preclassico. La città continuò ad essere occupata fino al Tardo Postclassico, intorno al 1250 d.C.
Da Motul de San José provenivano le ceramiche policrome in stile Ik. La città era la capitale di uno stato che conteneva altri siti satellite di varia importanza, e un porto sulla costa del lago Petén Itzá.

## Luogo
Motul de San José si trova a 3 km dalla costa nord del lato Petén Itzá, nel centro del dipartimento di El Petén. La città più vicina è Flores, a 10,5 km più a sud. I villaggi più vicini sono San José, a 5 km di distanza, e San Andrés, a 6,5 km.
Motul de San José è stata costruita su un altopiano di calcare, presso il limite settentrionale della depressione vicino ai laghi centrali del bacino di Petén.
Il sito si trova all'interno di un gruppo di altri piccoli siti satellite. Si trova a 32 km di distanza a sud ovest delle rovine di Tikal e a circa 275 km da Città del Guatemala.
Le rovine fanno parte del parco ecologico di Motul, amministrato dalla IDAEH (l'istituto di antropologia e storia), dalla università di San Carlos del Guatemala, e dalle comunità locali di San José e Nuevo San José. Il parco si estende su un'area pari a circa 2,2 km quadri.